# Band FM Campinas
Band FM Campinas é uma emissora de rádio de Campinas, cidade do estado de São Paulo. Pertencente ao Grupo Bandeirantes de Comunicação, a emissora opera no FM 106.7 MHz. Inaugurada como emissora da BandNews FM, iniciou sua transmissão experimentalmente em setembro de 2008, entrou em operação em 6 de outubro de 2008 e encerrou suas atividades em 31 de janeiro de 2013, sendo que sua frequência passou a ser usada pela Band FM como programação apenas musical.

## Programas
Extintos (fase BandNews FM Campinas)
- Nâo perca a hora! - Das 6h às 7h, intercalado com a rede. Apresentação: Andreya Tavares;
- BandNews Campinas 1ª edição - Das 9h às 11h. Apresentação: Rodrigo Salomon e Sandra Lambert;
- Opinião tem hora - Das 12h às 13h. Apresentação: Valter Sena, com Rodrigo Salomon e Sandra Lambert;
- BandNews Campinas 2ª edição - Das 18h às 18h50. Apresentação: Juliana Caetano e Felipe Pereira;
- Futebol na BandNews FM - transmissão dos jogos de Guarani e Ponte Preta com a equipe esportiva local e retransmissão das partidas da matriz paulistana.